# ゲオルギナ・ポータ
ゲオルギナ・ポータ（Georgina Póta、1985年1月13日 - ）は、ハンガリーのブダペスト出身の女子卓球選手。ポタとも表記。
世界卓球選手権には2003年大会から個人戦、団体戦に連続出場中である。
2007年のセルビアのベオグラードで開催されたヨーロッパ卓球選手権では、女子ダブルスで銀メダル、混合ダブルスでは銅メダルを獲得している。2008年には北京オリンピックに出場し、1回戦でチェコのダナ・ハダコワを破ったものの、2回戦で当時の世界ランク1位であった中国の王楠とあたり、ストレートで敗れた。
ルックスの良い選手であるため、男性ファンが多い。

## 主な戦績
- 2007年
  - ヨーロッパ選手権ベオグラード大会 女子ダブルス準優勝（クリスティナ・トートと）、混合ダブルス ベスト4（フェレンツ・パジーと）、女子団体優勝
- 2008年
  - ヨーロッパ選手権サンクトペテルブルク大会 女子シングルス ベスト8、女子ダブルス優勝（クリスティナ・トートと）、女子団体準優勝
- 2010年
  - ヨーロッパ選手権オストラヴァ大会 女子シングルス ベスト8、女子ダブルス ベスト4（クリスティナ・トートと）